# Oscar del Barco
Oscar del Barco (Bell Ville, Córdoba, Argentina, 5 de enero de 1928-Córdoba, Argentina, 2 de junio de 2024) fue un filósofo y ensayista argentino, conocido por su extensa producción ensayística en diversas áreas, principalmente la filosofía y el pensamiento marxista. Además de su labor como escritor, también incursionó en la pintura y la poesía, demostrando una amplia gama de intereses artísticos e intelectuales.

## Biografía
Del Barco desempeñó varios roles en la Universidad Nacional de Córdoba, destacándose en la Facultad de Filosofía. Profundizó su labor docente durante su exilio en México. Reconocido por su fuerte compromiso ideológico, principalmente de orientación marxista, fue expulsado del Partido Comunista en 1963 junto a otros intelectuales de su generación como Héctor Schmucler, colega y amigo. 
A lo largo de su carrera, del Barco dirigió varias revistas de pensamiento, entre las que se destaca la influyente "Pasado y presente", así como "Nombres" y "Confines", esta última en colaboración con la Universidad de Buenos Aires. En su labor como editor, introdujo y difundió en Argentina a figuras emblemáticas como Jacques Derrida, Georges Bataille, Roland Barthes, Louis Althusser y Antonio Gramsci.
Su obra se materializó en numerosos libros de ensayos, divulgación filosófica y narrativa. Recientemente, su trabajo "Alternativas de lo posthumano", publicado por la reconocida editorial Caja Negra, ha tenido una notable repercusión. En 2014, fue galardonado con un premio Konex, el cual decidió no recibir, generando controversia en círculos académicos y políticos.
Uno de los momentos más destacados en la vida del Barco fue la publicación de su carta "No matarás" en 2004, donde abordó la cuestión de la violencia política desde una perspectiva crítica y autocrítica, desatando un intenso debate en la opinión pública y el ámbito intelectual. Un párrafo destacado de esa carta dice "Menéndez es responsable de inmensos crímenes, no sólo por la cantidad sino por la forma monstruosa de sus crímenes. Pero Santucho, Firmenich, Gelman, Gorriarán Merlo y todos los militantes y yo mismo también lo somos. De otra manera, también nosotros somos responsables de lo que sucedió.”
Oscar del Barco falleció en 2024, dejando un legado significativo en la filosofía y la cultura argentina, marcado por su aguda reflexión sobre las problemáticas sociales y políticas de su tiempo.

## Obras
- Esencia y apariencia en El Capital (1977)
- Esbozo de una crítica a la teoría y práctica leninistas (1980)
- El otro Marx (1983)
- La intemperie sin fin (1985)
- El abandono de las palabras (1994)
- Juan L. Oriz. Poesía y ética (1996)
- Exceso y donación (2003)
- Alternativas de lo posthumano. Textos reunidos (2010)
- Escrituras: filosofía (2011)
- En busca de las palabras. Textos sobre literatura y arte, 1972-2014 (2017)
- Un resplandor sin nombre (2022)